# Hardinghen
Hardinghen település Franciaországban, Pas-de-Calais megyében. Lakosainak száma 1245 fő (2022. január 1.). Hardinghen Fiennes, Rety, Alembon, Boursin és Hermelinghen községekkel határos.

## Népesség
A település népességének változása:
| Lakosok száma | 1182 | 1203 | 1212 | 1210 | 1215 | 1209 | 1217 | 1219 | 1245 |
|               | 2013 | 2015 | 2016 | 2017 | 2018 | 2019 | 2020 | 2021 | 2022 |